# Wonmi-gu
Wonmi-gu là quận của thành phố Bucheon ở Gyeonggi-do, Hàn Quốc.

## Các đơn vị hành chính
Wonmi-gu được chia thành nhiều "dong".
- Sosa-dong
- Chunui-dong
- Dodang-dong
- Yakdae-dong
- Simgok 1 đến 3 Dong
- Wonmi 1 và 2 Dong
- Yeokgok 1 và 2 Dong
- Jung 1 đến 4 Dong
- Sang 1 đến 4 Dong